# Приз Луї Деллюка
Приз Луї Деллюка (фр. Prix Louis-Delluc) — кінематографічна нагорода Франції. Щорічно під час другого тижня грудня призами нагороджують найкращий французький фільм року і найкращий режисерський дебют. Переможців визначає журі у складі 20 кінокритиків та діячів мистецтв.
Нагорода була заснована у 1937 році за рішенням Французької академії, 24-а кінокритиками, у тому числі Морісом Бессі та Марселем Ідзковським. Приз вручають на згадку про французького режисера, кінокритика і теоретика кіно Луї Деллюка (1890–1924) і його вважають найпрестижнішою франзузькою кінонагородою.

## Лауреати

### Приз Луї Деллюка за найкращий фільм

#### 1930-і

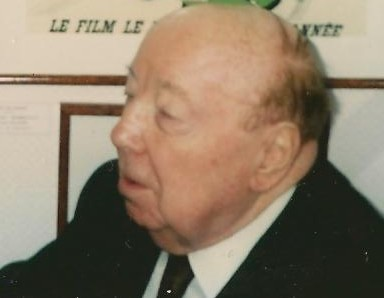
Марсель Карне

| Рік  | Оригінальна назва  | Назва українською | Режисер(и)    |
| ---- | ------------------ | ----------------- | ------------- |
| 1937 | Les Bas-fonds      | На дні            | Жан Ренуар    |
| 1938 | Le Puritain        | Пуританин         | Джефф Муссо   |
| 1939 | Le Quai des brumes | Набережна туманів | Марсель Карне |

#### 1940-і
| Рік  | Оригінальна назва        | Назва українською    | Режисер(и)      |
| ---- | ------------------------ | -------------------- | --------------- |
| 1940 | не присуджували          | не присуджували      | не присуджували |
| 1941 | не присуджували          | не присуджували      | не присуджували |
| 1942 | не присуджували          | не присуджували      | не присуджували |
| 1943 | не присуджували          | не присуджували      | не присуджували |
| 1944 | не присуджували          | не присуджували      | не присуджували |
| 1945 | Espoir, sierra de Teruel | Надія                | Андре Мальро    |
| 1946 | La Belle et la Bête      | Красуня і чудовисько | Жан Кокто       |
| 1947 | Paris 1900               | Париж 1900           | Ніколь Ведре    |
| 1948 | Les Casse-Pieds          | Зануди               | Жан Древіль     |
| 1949 | Rendez-vous de juillet   | Побачення в липні    | Жак Беккер      |

#### 1950-і
| Рік  | Оригінальна назва             | Назва українською             | Режисер(и)       |
| ---- | ----------------------------- | ----------------------------- | ---------------- |
| 1950 | Journal d'un curé de campagne | Щоденник сільського священика | Робер Брессон    |
| 1951 | не присуджували               | не присуджували               | не присуджували  |
| 1952 | Le Rideau cramoisi            | Багрова завіса                | Александр Астрюк |
| 1953 | Les Vacances de M. Hulot      | Канікули пана Юло             | Жак Таті         |
| 1954 | Les Diaboliques               | Відьми                        | Анрі-Жорж Клузо  |
| 1955 | Les Grandes Manœuvres         | Великі маневри                | Рене Клер        |
| 1956 | Le Ballon rouge               | Червона куля                  | Альбер Ламоріс   |
| 1957 | Ascenseur pour l'échafaud     | Ліфт на ешафот                | Луї Маль         |
| 1958 | Moi, un noir                  | Я, негр                       | Жан Руш          |
| 1959 | On n'enterre pas le dimanche  | По неділях не ховають         | Мішель Драш      |

#### 1960-і
| Рік  | Оригінальна назва           | Назва українською                  | Режисер(и)        |
| ---- | --------------------------- | ---------------------------------- | ----------------- |
| 1960 | Une aussi longue absence    | Настільки тривала відсутність      | Анрі Кольпі       |
| 1961 | Un cœur gros comme ça       | Таке велике серце                  | Франсуа Рейшенбах |
| 1962 | L'Immortelle                | Безсмертна                         | Ален Роб-Ґріє     |
| 1962 | Le Soupirant                | Прихильник                         | П'єр Етекс        |
| 1963 | Les Parapluies de Cherbourg | Шербурзькі парасольки              | Жак Демі          |
| 1964 | Le Bonheur                  | Щастя                              | Аньєс Варда       |
| 1965 | La Vie de château           | Життя багатіїв                     | Жан-Поль Раппно   |
| 1966 | La Guerre est finie         | Війна скінчилася                   | Ален Рене         |
| 1967 | Benjamin                    | Бенжамен, або Щоденник незайманого | Мішель Девіль     |
| 1968 | Baisers volés               | Вкрадені поцілунки                 | Франсуа Трюффо    |
| 1969 | Les Choses de la vie        | Життєві дрібниці                   | Клод Соте         |

#### 1970-і
| Рік  | Оригінальна назва             | Назва українською                   | Режисер(и)         |
| ---- | ----------------------------- | ----------------------------------- | ------------------ |
| 1970 | Le Genou de Claire            | Коліно Клер                         | Ерік Ромер         |
| 1971 | Rendez-vous à Bray            | Побачення у Бре                     | Андре Дельво       |
| 1972 | État de siège                 | Стан облоги                         | Коста-Гаврас       |
| 1973 | L'Horloger de Saint-Paul      | Годинникар із Сен-Поля              | Бертран Таверньє   |
| 1974 | La Gifle                      | Ляпас                               | Клод Піното        |
| 1975 | Cousin, cousine               | Кузен, кузина                       | Жан Шарль Таккелла |
| 1976 | Le Juge Fayard dit Le Shériff | Слідчий Файяр на прізвисько «Шериф» | Ів Буассе          |
| 1977 | Diabolo menthe                | М'ятна содова                       | Діана Кюрі         |
| 1978 | L'Argent des autres           | Чужі гроші                          | Крістіан Де Шалонж |
| 1979 | Le Roi et l'Oiseau            | Король і Пересмішник                | Поль Грімо         |

#### 1980-і
| Рік  | Оригінальна назва     | Назва українською  | Режисер(и)        |
| ---- | --------------------- | ------------------ | ----------------- |
| 1980 | Un étrange voyage     | Дивна подорож      | Ален Кавальє      |
| 1981 | Une étrange affaire   | Дивна справа       | П'єр Граньє-Дефер |
| 1982 | Danton                | Дантон             | Анджей Вайда      |
| 1983 | À Nos Amours          | За наших коханих   | Моріс Піала       |
| 1984 | La Diagonale du fou   | Діагональ слона    | Рішар Дембо       |
| 1985 | L'Effrontée           | Нахабне дівчисько  | Клод Міллер       |
| 1986 | Mauvais Sang          | Погана кров        | Лео Каракс        |
| 1987 | Soigne ta droite      | Тримайтеся справа  | Жан-Люк Годар     |
| 1987 | Au revoir les enfants | До побачення, діти | Луї Маль          |
| 1988 | La Lectrice           | Чтиця              | Мішель Дювільє    |
| 1989 | Un monde sans pitié   | Світ без жалю      | Ерік Рошан        |

#### 1990-і
| Рік  | Оригінальна назва               | Назва українською      | Режисер(и)       |
| ---- | ------------------------------- | ---------------------- | ---------------- |
| 1990 | Le Petit Criminel               | Малий бандит           | Жак Дуайон       |
| 1990 | Le Mari de la coiffeuse         | Чоловік перукарки      | Патріс Леконт    |
| 1991 | Tous les matins du monde        | Усі ранки світу        | Ален Корно       |
| 1992 | Le Petit Prince a dit           | Маленький принц сказав | Крістіна Паскаль |
| 1993 | Smoking / No Smoking            | Палити/Не палити       | Ален Рене        |
| 1994 | Les Roseaux sauvages            | Дикі очерети           | Андре Тешіне     |
| 1995 | Nelly et Monsieur Arnaud        | Неллі та мосьє Арно    | Клод Соте        |
| 1996 | Y aura-t-il de la neige à Noël? | Цей сніг для Різдва?   | Сандрін Вейссе   |
| 1997 | On connaît la chanson           | Відомі старі пісні     | Ален Рене        |
| 1997 | Marius et Jeannette             | Маріус і Жанетт        | Робер Гедігян    |
| 1998 | L'Ennui                         | Нудьга                 | Седрік Кан       |
| 1999 | Adieu, plancher des vaches !    | Прощавай, рідний дім   | Отар Іоселіані   |

#### 2000-і
| Рік  | Оригінальна назва                                   | Назва українською                    | Режисер(и)      |
| ---- | --------------------------------------------------- | ------------------------------------ | --------------- |
| 2000 | Merci pour le chocolat                              | Дякую за шоколад                     | Клод Шаброль    |
| 2001 | Intimité                                            | Інтим                                | Патріс Шеро     |
| 2002 | Être et avoir                                       | Бути та мати                         | Ніколя Філібер  |
| 2003 | Трилогія: Cavale / Un couple épatant / Après la vie | Утеча / Дивовижна пара / Після життя | Люка Бельво     |
| 2003 | Les Sentiments                                      | Почуття                              | Ноемі Львовскі  |
| 2004 | Rois et Reine                                       | Королі та королева                   | Арно Деплешен   |
| 2005 | Les Amants réguliers                                | Постійні коханці                     | Філіпп Гаррель  |
| 2006 | Lady Chatterley                                     | Леді Чаттерлей                       | Паскаль Ферран  |
| 2007 | La Graine et le Mulet                               | Кус-кус і барабулька                 | Абделатіф Кешиш |
| 2008 | La Vie moderne                                      | Сучасне життя                        | Раймон Депардон |
| 2009 | Un prophète                                         | Пророк                               | Жак Одіар       |

#### 2010-і

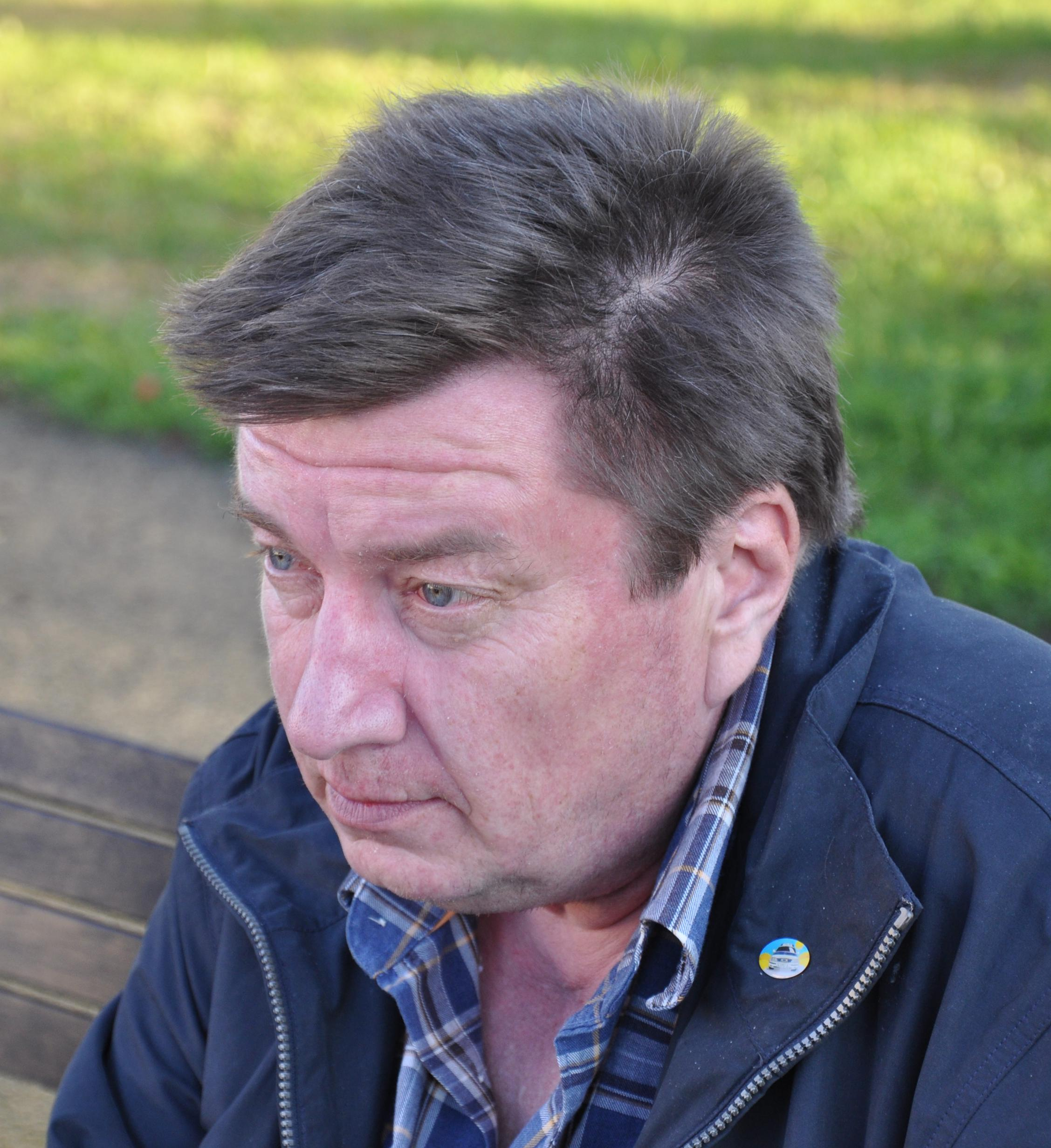
Акі Каурісмякі

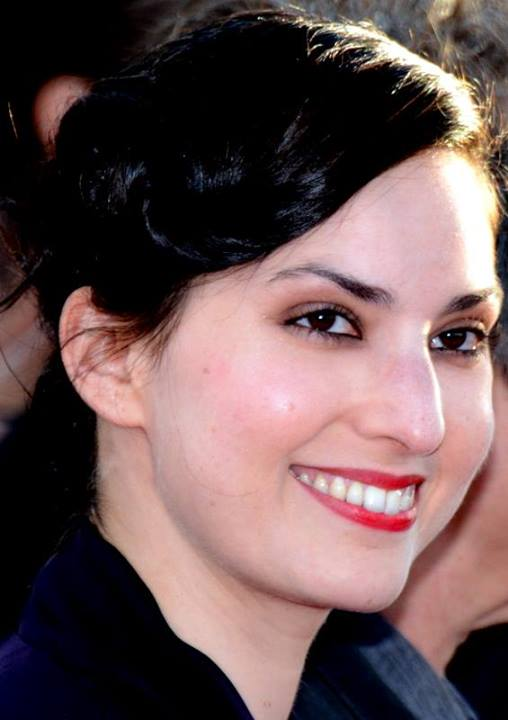
Ребекка Злотовськи

| Рік  | Оригінальна назва                | Назва українською                        | Режисер(и)      |
| ---- | -------------------------------- | ---------------------------------------- | --------------- |
| 2010 | Mistérios de Lisboa              | Ліссабонські таємниці                    | Рауль Руїс      |
| 2011 | Le Havre                         | Гавр                                     | Акі Каурісмякі  |
| 2012 | Les Adieux à la reine            | Прощавай, моя королево                   | Бенуа Жако      |
| 2013 | La Vie d'Adèle — Chapitres 1 & 2 | Життя Адель                              | Абделатіф Кешиш |
| 2014 | Sils Maria                       | Зільс-Марія                              | Олів'є Ассаяс   |
| 2015 | Fatima                           | Фатіма                                   | Філіпп Фокон    |
| 2016 | Une vie                          | Життя                                    | Стефан Брізе    |
| 2017 | Barbara                          | Барбара                                  | Матьє Амальрік  |
| 2018 | Plaire, aimer et courir vite     | Насолоджуватися, кохати та швидко бігати | Крістоф Оноре   |

### Приз Луї Деллюка на найкращий дебютний фільм

#### 1990-і
| Рік  | Оригінальна назва | Назва українською | Режисер(и)        |
| ---- | ----------------- | ----------------- | ----------------- |
| 1999 | Voyages           | Подорожі          | Еммануель Фінкель |

#### 2000-і
| Рік  | Оригінальна назва                        | Назва українською            | Режисер(и)                 |
| ---- | ---------------------------------------- | ---------------------------- | -------------------------- |
| 2000 | Ressources humaines                      | Людські ресурси              | Лоран Канте                |
| 2001 | Toutes les nuits                         | Кожної ночі                  | Ежен Грін                  |
| 2002 | Wesh wesh, qu'est-ce qui se passe?       | Що відбувається?             | Рабех Аммер-Займеш         |
| 2003 | Il est plus facile pour un chameau...    | Легше верблюду…              | Валерія Бруні-Тедескі      |
| 2004 | Quand la mer monte...                    | Коли на морі приплив…        | Іоладна Моро та Жиль Порте |
| 2005 | Douches froides                          | Холодний душ                 | Антоні Кордьє              |
| 2006 | Le Pressentiment                         | Передчуття                   | Жан-П'єр Дарруссен         |
| 2007 | Naissance des pieuvres                   | Водяні лілії                 | Селін Ск'ямма              |
| 2007 | Tout est pardonné                        | Усе пробачено                | Міа Хансен-Лав             |
| 2008 | L'Apprenti                               | Новачок                      | Самуель Колларде           |
| 2009 | Qu'un seul tienne et les autres suivront | Нам би лише день вистояти... | Леа Фенер                  |

#### 2010-і
| Рік  | Оригінальна назва    | Назва українською | Режисер(и)         |
| ---- | -------------------- | ----------------- | ------------------ |
| 2010 | Belle Épine          | Прекрасна заноза  | Ребекка Злотовськи |
| 2011 | Donoma               | Донома            | Джинн Карренар     |
| 2012 | Louise Wimmer        | Луїза Віммер      | Сиріл Меннеґун     |
| 2013 | Vandal               | Вандал            | Ельє Сістерн       |
| 2014 | Les Combattants      | Винищувачі        | Тома Кайє          |
| 2015 | Le Grand Jeu         | Велика гра        | Ніколя Парісер     |
| 2016 | Gorge coeur ventre   | Горло серце живіт | Мауд Альпі         |
| 2017 | Grave                | Сире              | Джулія Дюкорно     |
| 2018 | Les Garçons sauvages | Дикі хлопчаки     | Бертран Мандіко    |
| 2018 | Jusqu'à la garde     | Опіка             | Ксав'є Легран      |